# 安康邑
安康邑（：／ Angang eup */?）是大韩民国庆尚北道庆州市下辖的一个邑。

## 主要设施
- 玉山書院
- 東海南部線安康站